# 愛知県第14区
愛知県第14区（あいちけんだい14く）は、日本の衆議院における選挙区。1994年（平成6年）の公職選挙法改正で設置。

## 区域

### 現在の区域
2022年（令和4年）公職選挙法改正以降の区域は以下のとおりである。豊田市旧稲武町域の部分が11区に移管され、同市域の分割は解消された。
- 豊川市
- 蒲郡市
- 新城市
- 額田郡
- 北設楽郡

### 2017年から2022年までの区域
2017年（平成29年）公職選挙法改正から2022年の小選挙区改定までの区域は以下のとおりである。2017年の区割変更により12区から額田郡が編入された。
- 豊川市
- 豊田市（旧稲武町域）
- 蒲郡市
- 新城市
- 額田郡
- 北設楽郡

### 2017年以前の区域
2013年（平成25年）公職選挙法改正から2017年の小選挙区改定までの区域は以下のとおりである。
- 豊川市
- 豊田市（旧稲武町域）
- 蒲郡市
- 新城市
- 北設楽郡

1994年（平成6年）公職選挙法改正から2013年の小選挙区改定までの区域は以下のとおりである。南設楽郡の1町1村は2005年に新城市に編入され、宝飯郡の4町は2006年・2008年・2010年に順次豊川市に編入された。
- 豊川市
- 蒲郡市
- 新城市
- 北設楽郡
- 南設楽郡
- 宝飯郡

## 歴史
野党の勢力が強いとされる愛知県下の中では、隣接する15区と共に比較的保守勢力が強いとされる選挙区である。中選挙区時代は額田郡幸田町が旧愛知4区、それ以外は旧愛知5区に属していた。長野・岐阜県境から三河湾に至る県内一の広さを持つ選挙区だが、有権者数は逆に県内で最も少ない。
長く自民党が勢力を持っていたが、2000年の保守分裂選挙以降は急速に低迷。2003年には蒲郡市長・愛知県議の経歴を持つ民主党の保守派である鈴木克昌が議席を奪取し、2005年・2009年の総選挙でも地盤を守り抜いた。2010年6月の菅直人内閣不信任案で反対を読み上げたのはその鈴木である（賛成は隣の選挙区選出で比例復活の大村秀章）。
2012年12月の第46回衆議院議員総選挙では、自民党公認の新人・今枝宗一郎が当選。前職の鈴木は日本未来の党から出馬、今枝に敗れたが比例復活で当選した。第47回、第48回、第49回と回を重ねるごとに今枝が得票数を増やしながら小選挙区での当選を続けており、地盤を固めつつある。第50回でも得票数は減らしたものの小選挙区で当選。
山林が多いため過疎地が県内一多いほか、伝統産業である繊維業などもここ数年は苦境に立っている。
第50回衆議院議員総選挙から、愛知県は15から16に選挙区が増えたため、大合併による選挙区の分断を解消する目的で豊田市稲武地区(旧稲武町)が当選挙区から離脱し、豊田市の分区は解消された。

## 小選挙区選出議員
| 選挙名                 | 年     | 当選者     | 党派       |
| ---------------------- | ------ | ---------- | ---------- |
| 第41回衆議院議員総選挙 | 1996年 | 浅野勝人   | 自由民主党 |
| 第42回衆議院議員総選挙 | 2000年 | 浅野勝人   | 自由民主党 |
| 第43回衆議院議員総選挙 | 2003年 | 鈴木克昌   | 民主党     |
| 第44回衆議院議員総選挙 | 2005年 | 鈴木克昌   | 民主党     |
| 第45回衆議院議員総選挙 | 2009年 | 鈴木克昌   | 民主党     |
| 第46回衆議院議員総選挙 | 2012年 | 今枝宗一郎 | 自由民主党 |
| 第47回衆議院議員総選挙 | 2014年 | 今枝宗一郎 | 自由民主党 |
| 第48回衆議院議員総選挙 | 2017年 | 今枝宗一郎 | 自由民主党 |
| 第49回衆議院議員総選挙 | 2021年 | 今枝宗一郎 | 自由民主党 |
| 第50回衆議院議員総選挙 | 2024年 | 今枝宗一郎 | 自由民主党 |

## 選挙結果
時の内閣：第1次石破内閣 解散日：2024年10月9日 公示日：2024年10月15日
当日有権者数：28万9546人 最終投票率：58.30%（前回比：3.96%） （全国投票率：53.85%（2.08%））
| 当落 | 候補者名   | 年齢 | 所属党派   | 新旧 | 得票数   | 得票率 | 惜敗率 | 推薦・支持 | 重複 |
| ---- | ---------- | ---- | ---------- | ---- | -------- | ------ | ------ | ---------- | ---- |
| 当   | 今枝宗一郎 | 40   | 自由民主党 | 前   | 90,334票 | 54.73% | ――     | 公明党推薦 | ○    |
| 比当 | 大嶽理恵   | 47   | 立憲民主党 | 新   | 64,763票 | 39.23% | 71.69% |            | ○    |
|      | 浅尾大輔   | 54   | 日本共産党 | 新   | 9,970票  | 6.04%  | 11.04% |            |      |

時の内閣：第1次岸田内閣 解散日：2021年10月14日 公示日：2021年10月19日
当日有権者数：29万6452人 最終投票率：62.26%（前回比：2.49%） （全国投票率：55.93%（2.25%））
| 当落 | 候補者名   | 年齢 | 所属党派   | 新旧 | 得票数    | 得票率 | 惜敗率 | 推薦・支持 | 重複 |
| ---- | ---------- | ---- | ---------- | ---- | --------- | ------ | ------ | ---------- | ---- |
| 当   | 今枝宗一郎 | 37   | 自由民主党 | 前   | 114,160票 | 62.96% | ――     | 公明党推薦 | ○    |
|      | 田中克典   | 47   | 立憲民主党 | 新   | 59,462票  | 32.80% | 52.09% |            | ○    |
|      | 野澤康幸   | 33   | 日本共産党 | 新   | 7,689票   | 4.24%  | 6.74%  |            |      |

時の内閣：第3次安倍第3次改造内閣 解散日：2017年9月28日 公示日：2017年10月10日
当日有権者数：29万8566人 最終投票率：59.77%（前回比：0.76%） （全国投票率：53.68%（1.02%））
| 当落 | 候補者名   | 年齢 | 所属党派   | 新旧 | 得票数   | 得票率 | 惜敗率 | 推薦・支持 | 重複 |
| ---- | ---------- | ---- | ---------- | ---- | -------- | ------ | ------ | ---------- | ---- |
| 当   | 今枝宗一郎 | 33   | 自由民主党 | 前   | 96,303票 | 55.27% | ――     | 公明党推薦 | ○    |
|      | 田中克典   | 43   | 希望の党   | 新   | 60,955票 | 34.99% | 63.30% |            | ○    |
|      | 金原信之   | 57   | 日本共産党 | 新   | 16,969票 | 9.74%  | 17.62% |            |      |

時の内閣：第2次安倍改造内閣 解散日：2014年11月21日 公示日：2014年12月2日
当日有権者数：26万2144人 最終投票率：60.53%（前回比：2.7%） （全国投票率：52.66%（6.66%））
| 当落 | 候補者名   | 年齢 | 所属党派   | 新旧 | 得票数   | 得票率 | 惜敗率 | 推薦・支持   | 重複 |
| ---- | ---------- | ---- | ---------- | ---- | -------- | ------ | ------ | ------------ | ---- |
| 当   | 今枝宗一郎 | 30   | 自由民主党 | 前   | 77,513票 | 50.17% | ――     | 公明党推薦   | ○    |
| 比当 | 鈴木克昌   | 71   | 民主党     | 前   | 62,103票 | 40.20% | 80.12% | 生活の党推薦 | ○    |
|      | 袴田富治   | 62   | 日本共産党 | 新   | 14,872票 | 9.63%  | 19.19% |              |      |

時の内閣：野田第3次改造内閣 解散日：2012年11月16日 公示日：2012年12月4日
当日有権者数：26万3426人 最終投票率：63.23%（前回比：11.17%） （全国投票率：59.32%（9.96%））
| 当落 | 候補者名   | 年齢 | 所属党派     | 新旧 | 得票数   | 得票率 | 惜敗率 | 推薦・支持   | 重複 |
| ---- | ---------- | ---- | ------------ | ---- | -------- | ------ | ------ | ------------ | ---- |
| 当   | 今枝宗一郎 | 28   | 自由民主党   | 新   | 71,881票 | 44.75% | ――     | 公明党推薦   | ○    |
| 比当 | 鈴木克昌   | 69   | 日本未来の党 | 前   | 59,353票 | 36.95% | 82.57% | 新党大地推薦 | ○    |
|      | 磯谷香代子 | 47   | 民主党       | 前   | 20,124票 | 12.53% | 28.00% |              | ○    |
|      | 稲生俊郎   | 54   | 日本共産党   | 新   | 9,283票  | 5.78%  | 12.91% |              |      |

- 磯谷は第45回では比例東海ブロック単独候補で当選。

時の内閣：麻生内閣 解散日：2009年7月21日 公示日：2009年8月18日
当日有権者数：26万5069人 最終投票率：74.4%（前回比：2.24%） （全国投票率：69.28%（1.77%））
| 当落 | 候補者名 | 年齢 | 所属党派   | 新旧 | 得票数    | 得票率 | 惜敗率 | 推薦・支持 | 重複 |
| ---- | -------- | ---- | ---------- | ---- | --------- | ------ | ------ | ---------- | ---- |
| 当   | 鈴木克昌 | 65   | 民主党     | 前   | 117,085票 | 60.68% | ――     |            | ○    |
|      | 杉田元司 | 58   | 自由民主党 | 前   | 70,564票  | 36.57% | 60.27% |            | ○    |
|      | 鈴木英文 | 36   | 幸福実現党 | 新   | 5,304票   | 2.75%  | 4.53%  |            |      |

時の内閣：第2次小泉改造内閣 解散日：2005年8月8日 公示日：2005年8月30日
当日有権者数：26万3654人 最終投票率：72.16%（前回比：3.5%） （全国投票率：67.51%（7.65%））
| 当落 | 候補者名   | 年齢 | 所属党派   | 新旧 | 得票数   | 得票率 | 惜敗率 | 推薦・支持 | 重複 |
| ---- | ---------- | ---- | ---------- | ---- | -------- | ------ | ------ | ---------- | ---- |
| 当   | 鈴木克昌   | 61   | 民主党     | 前   | 97,382票 | 52.17% | ――     |            | ○    |
| 比当 | 杉田元司   | 54   | 自由民主党 | 新   | 78,561票 | 42.09% | 80.67% |            | ○    |
|      | 栗谷建一郎 | 56   | 日本共産党 | 新   | 10,713票 | 5.74%  | 11.00% |            |      |

時の内閣：第1次小泉第2次改造内閣 解散日：2003年10月10日 公示日：2003年10月28日
当日有権者数：26万2172人 最終投票率：68.66% （全国投票率：59.86%（2.63%））
| 当落 | 候補者名 | 年齢 | 所属党派   | 新旧 | 得票数   | 得票率 | 惜敗率 | 推薦・支持 | 重複 |
| ---- | -------- | ---- | ---------- | ---- | -------- | ------ | ------ | ---------- | ---- |
| 当   | 鈴木克昌 | 59   | 民主党     | 新   | 91,713票 | 51.95% | ――     |            | ○    |
|      | 浅野勝人 | 65   | 自由民主党 | 前   | 76,019票 | 43.06% | 82.89% |            | ○    |
|      | 金子正美 | 55   | 日本共産党 | 新   | 8,795票  | 4.98%  | 9.59%  |            |      |

- 浅野は第20回参議院議員通常選挙へ立候補し、当選。

時の内閣：第1次森内閣 解散日：2000年6月2日 公示日：2000年6月13日 （全国投票率：62.49%（2.84%））
| 当落 | 候補者名 | 年齢 | 所属党派   | 新旧 | 得票数   | 得票率 | 惜敗率 | 推薦・支持 | 重複 |
| ---- | -------- | ---- | ---------- | ---- | -------- | ------ | ------ | ---------- | ---- |
| 当   | 浅野勝人 | 62   | 自由民主党 | 前   | 67,256票 | 37.83% | ――     |            | ○    |
|      | 鈴木克昌 | 56   | 無所属     | 新   | 64,736票 | 36.41% | 96.25% |            | ×    |
|      | 依田喜隆 | 53   | 民主党     | 新   | 31,655票 | 17.80% | 47.07% |            | ○    |
|      | 野上徳宏 | 56   | 日本共産党 | 新   | 12,211票 | 6.87%  | 18.16% |            |      |
|      | 大山邦夫 | 35   | 無所属     | 新   | 1,016票  | 0.57%  | 1.51%  |            | ×    |
|      | 内山貴雄 | 47   | 自由連合   | 新   | 917票    | 0.52%  | 1.36%  |            |      |

時の内閣：第1次橋本内閣 解散日：1996年9月27日 公示日：1996年10月8日 （全国投票率：59.65%（8.11%））
| 当落 | 候補者名   | 年齢 | 所属党派   | 新旧 | 得票数   | 得票率 | 惜敗率 | 推薦・支持 | 重複 |
| ---- | ---------- | ---- | ---------- | ---- | -------- | ------ | ------ | ---------- | ---- |
| 当   | 浅野勝人   | 58   | 自由民主党 | 元   | 72,661票 | 49.81% | ――     |            | ○    |
|      | 吉富一雄   | 39   | 新進党     | 新   | 44,421票 | 30.45% | 61.13% |            |      |
|      | 栗谷建一郎 | 47   | 日本共産党 | 新   | 14,646票 | 10.04% | 20.16% |            |      |
|      | 藤川千秋   | 55   | 民主党     | 新   | 14,149票 | 9.70%  | 19.47% |            | ○    |